# تیم ملی فوتبال زیر ۲۱ سال صربستان
تیم ملی فوتبال زیر ۲۱ سال صربستان (انگلیسی: Serbia national under-21 football team) یا تیم ملی فوتبال جوانان صربستان، نماینده کشور صربستان در مسابقات فوتبال جوانان اروپا و جهان است که زیر نظر اتحادیه فوتبال صربستان فعالیت می‌کند.
از افتخارات این تیم میتوان به کسب قهرمانی در مسابقات زیر ۲۱ سال اروپا ۱۹۷۸ اشاره کرد.